# Teichland
Teichland (em baixo sorábio: Gatojce) é um município da Alemanha, situado no distrito de Spree-Neiße, no estado de Brandemburgo. Tem 34,87 km² de área, e sua população em 2019 foi estimada em 1.099 habitantes.